# Numerov (krater księżycowy)
Numerov – krater uderzeniowy położony na niewidocznej z Ziemi stronie Księżyca. Zachodnią ścianą przylega do większego i młodszego krateru Antoniadi. Na południowy wschód znajduje się większy krater Zeeman, a na północny wschód starszy krater Crommelin.
Brzeg i wewnętrzna ściana krateru Numerov przeszły znaczącą erozję, znaczna część z wschodniej części jest pokryta małymi kraterami. W pobliżu znajduje się mały krater, mocno zniszczony w procesie erozji, przylegający do zewnętrznej południowo-wschodniej ściany, a Numerov Z jest niemal połączony z północną ścianą. Wnętrze krateru Numerov jest stosunkowo płaskie, ale na środku nadal znajduje się centralny szczyt, a na południu kilka niskich grzbietów. W północno-wschodniej powierzchni jest parę żłobień. Zachodnia krawędź i część wnętrza zostały pokryte materiałem po uderzeniu i powstaniu krateru Antoniadi.

## Satelickie kratery
| Numerov | Szerokość | Długość  | Średnica |
| ------- | --------- | -------- | -------- |
| G       | 71,7° S   | 151,9° W | 26 km    |
| Z       | 68,1° S   | 160,0° W | 44 km    |